# The Unlawful Trade
The Unlawful Trade er en amerikansk stumfilm fra 1914 af Allan Dwan.

## Medvirkende
- Pauline Bush som Amy Tate
- William Lloyd
- George Cooper
- William C. Dowlan som Neut Haigh